# Quills – Perem markýze de Sade
Quills – Perem markýze de Sade (v anglickém originále Quills) je americko-britsko-německý romantický film z roku 2000. Režisérem filmu je Philip Kaufman. Hlavní role ve filmu ztvárnili Geoffrey Rush, Kate Winslet, Joaquin Phoenix, Michael Caine a Billie Whitelaw.

## Děj
Příběh se odehrává v Paříži během Říše teroru, kdy markýz de Sade vypráví příběh.

## Role
| Role                      | Herec                | Charakteristika                                                                                    |
| ------------------------- | -------------------- | -------------------------------------------------------------------------------------------------- |
| Marquis de Sade           | Geoffrey Rush        | markýz, odmítající se přizpůsobit se tehdejším normám, nepřítel císaře                             |
| Madeleine „Maddy“ LeClerc | Kate Winslet         | pradlena, služebná, romantická se slabosti pro markýze, ale i pro Abbého                           |
| Abbé du Coulmier          | Joaquin Phoenix      | správce, hluboce věřící                                                                            |
| Dr. Royer-Collard         | Michael Caine        | tradicionalista, kterého poslal císař, aby umčel markýze, ačkoliv je stejně sadistický             |
| Madame LeClerc            | Billie Whitelaw      | Madeleinina slepá matka                                                                            |
| Bouchon                   | Stephen Marcus       | chovanec, který se pokouší znásilnit Madeleine                                                     |
| Simone                    | Amelia Warner        | dětinská nevěsta                                                                                   |
| Prioux                    | Stephen Moyer        | architekt poslaný císařem Napoléonem k obnově zámku Royer-Collard, zamiluje do Simona a utíká s ní |
| Renée Pelagie             | Jane Menelaus        | markýzova manželka                                                                                 |
| Napoleon I. Bonaparte     | Ron Cook             | Francouzský císař                                                                                  |
| Delbené                   | Patrick Malahide     | Napoléonův nejdůvěryhodnější rádce, je zodpovědný za poslání Dr. Royer-Collarda do Charentonu      |
| Charlotte                 | Elizabeth Berrington | komorná, která zradí Madeleine Royerovi-Collardovi a nakonec se stane jeho milenkou                |
| Valcour                   | Tony Pritchard       | Charentonův prefekt, Valcour vykonává většinu fyzické práce                                        |
| Cleante                   | Michael Jenn         | blázen, který si myslí, že je pták                                                                 |
| Franval                   | Edward Tudor-Pole    | obsedantně-kompulzivní postava                                                                     |

## Produkce

### Natáčení
Interiér blázince Charenton v Quills byl postaven v Pinewood Studios, kde se většina natáčení konala. 

### Kostýmy
Kostýmová návrhářka nominovaná na Oscara Jacqueline West vytvořila kostýmy ze složitého období, které používají každou postavu jako inspiraci. Jacqueline West dříve pracovala s režisérem Philip Kaufmanem na jeho kriminálním dramatu Vycházející slunce (Rising Sun, 1993).

### Kompars
Bylo přijato mnoho tělesně postižených herců, aby hráli pacienty v blázinci Charenton.

### Hudba
Soundtrack Quills byl vypuštěn na rádiu RCA Victor dne 21. listopadu 2000.

## Ocenění
Film byl nominován na 3 Oscary, 2 Zlaté globy, 4 ceny BAFTA a 2 ceny SAG Award. Snímek dále získal dalších 14 menších ocenění.
| Ocenění                            | Rok  | Nominace                     | Nominován byl |
| ---------------------------------- | ---- | ---------------------------- | ------------- |
| Academy Awards                     | 2001 | Hlavní herec                 | Geoffrey Rush |
|                                    | 2001 | Výprava                      |               |
|                                    | 2001 | Kostýmy                      |               |
| Golden Globes                      | 2001 | Nejlepší herec – drama       | Geoffrey Rush |
|                                    | 2001 | Nejlepší scéná               | Doug Wright   |
| BAFTA                              | 2001 | Nejlepší herec v hlavní roli | Geoffrey Rush |
|                                    | 2001 | Kostýmy                      |               |
|                                    | 2001 | Masky                        |               |
|                                    | 2001 | Výprava                      |               |
| Florida Film Critics Circle Awards | 2001 | Nejlepší herec               | Geoffrey Rush |

## Historické nepřesnosti
Neil Schaeffer (autor biografie o Markýzi de Sade) usuzuje, že uvěznění de Sade „nemělo nic společného s jeho psaním“, ale s jeho sexuálními skandály zahrnujícími pohlavní styk se sluhy, prostitutkami a jeho švagrovou. On také kritizoval implicitní úvodní scénu, že panování teroru způsobilo „inspiraci pro“ psaní de Sade, když „jeho nejkrvavější a nejlepší práce“, tedy 120 dnů Sodomy, byla napsána v Bastille – samozřejmě před revolucí a ne na Charentonu, jak ukazuje film. 
Na rozdíl od filmu nebyl historický de Sade „na vrcholu své literární kariéry ani jeho literární síly“. Film nevychází ze skutečných reálií, markýz de Sade byl ve skutečnosti obézní a nikdy neměl vyříznutý jazyk. Skonal v posteli ve věku 74 let, jako každý dobrý křesťan.
Rukopisy, které byly propašovány, nejsou ve skutečnosti románem Justine, který je ve filmu hlavní. Byly zveřejněny již třináct let před uvězněním de Sade. Pašovaná díla nebyla obzvláště hrůzná, většinou se skládala z konvenčních románů a řady her, na kterých pracoval po celý život v naději, že budou hrána. Většina z nich byla vydavateli odmítnuta. De Sade se ve skutečnosti podílel na divadelních produkcích v Charentonu. Vláda zavřela divadlo Charenton dne 6. května 1813, roky před skutečným doktorem Royer-Collardemmel, který by měl nějaký vliv na Charenton.

## Zajímavosti
Madeliene LeClerc, kterou ve filmu hraje tehdy pětadvacetiletá Kate Winslet, bylo ve skutečnosti pouhých třináct let.